# Onthophagus investigator
Onthophagus investigator är en skalbaggsart som beskrevs av Lansberge 1885. Onthophagus investigator ingår i släktet Onthophagus och familjen bladhorningar. Inga underarter finns listade i Catalogue of Life.